# Fritz Heyder Verlag
Der Fritz Heyder Verlag war ein in Berlin-Zehlendorf ansässiger Kunstverlag, der von 1908 bis 1951 existierte und dessen Kernstück der Jahreskalender „Kunst und Leben“ war.

## Geschichte
Der gelernte und in der Jenaer Frommann’schen Hofbuch- und Kunsthandlung praktizierende Buchhändler Fritz Heyder besuchte als Gasthörer an der Universität Vorlesungen in verschiedenen Fächern, vor allem in Kunstgeschichte. Im November 1907 verlegte Heyder ein Sachbuch, noch mit Unterstützung der Firma Frommann, die er im September seiner Selbstständigkeit wegen verlassen hatte. Anschließend ging er zurück in seine eigentliche Heimatstadt Berlin und begann dort einen Kunst- und Kulturbuchverlag aufzubauen. Zur Seite stand im als Prokurist Gerhard Merian, der Erfahrungen aus dem Verlag Karl Robert Langewiesche mitbrachte. Erste Verlagswerke waren eine Fidus-Kunstmappe, eine Nibelungen-Ausgabe mit Holzschnitten von Alfred Rethel und ein Kunstkalender auf das Jahr 1909, der schon den Namen trug, der zeitlebens mit dem Fritz Heyder Verlag verbunden bleiben sollte: „Kunst und Leben“. Der Abreißkalender verband das Kalendarium mit Aphorismen, Zitaten und Lyrikproben sowie – jeweils auf einem Extrablatt für den Sonntag – mit von zeitgenössischen Künstlern gestalteten Bildwerken. Damit war das Verlagsprofil (zumindest das der ersten und gleichzeitig „besseren“ Jahre) schon vollständig abgegrenzt: Kunstkalender, illustrierte Literatur, Reproduktions- und Originalgrafik.
Heyder, Mitglied des Vereins junger Buchhändler, beabsichtigte, den Kunstgeschmack zu fördern und Kunst im Alltag zu etablieren. Um dies zu erreichen, setzte er eine Fülle von Werbematerialien ein. Insbesondere im Kalender kaprizierte er sich, „[v]om protestantischen Lebensethos und den Ideen der Lebens- und Kulturreform beseelt“, auf die Bereiche Kunst, Natur und Heimat.
1911 zog er von Berlin nach Zehlendorf und verlegte den Firmensitz dorthin. 1914 stellte er auf der Bugra (Buchgewerbe- und Graphik-Messe) in Leipzig aus, wo er weitere Kontakte zu Künstlern knüpfte. Bald danach wurde Heyder zum Kriegsdienst eingezogen. Der Schweizer und daher vom Krieg nicht unmittelbar betroffene Gerhard Merian übernahm derweil die Verlagsorganisation. Aufgrund der Papierknappheit 1918 haftete dem Kalender für 1919 der Makel minderer Papierqualität und beidseitig bedruckter Wochenblätter an, was dem Verkauf jedoch keinen Abbruch tat.
Im Frühjahr 1920 trat Merian aus dem Unternehmen aus und machte sich selbstständig. Er hatte zuvor im Heyder-Verlag bereits einen Versuch mit einem von ihm konzipierten Verse-Almanach gewagt. Sein Nachfolger, der Buchhändler Konrad Lemmer, blieb nur drei Jahre.
1921 startete die Heft-Reihe „Die Zeichnung“ mit Holzschnitten und Federzeichnungen verschiedener Künstler, gedacht für Werke, die vom Format her nicht in „Kunst und Leben“ gepasst hatten, übriggeblieben waren oder auch Heyders Ansprüchen (bezüglich der Reichweite seines Kalenders) nicht genügt hatten. Die Reihe brachte es in loser Erscheinungsweise auf 20 Nummern. Außerdem wurden Sonderdrucke bereits in „Kunst und Leben“ veröffentlichter Arbeiten gruppiert nach Künstlern in Mappen und gruppiert nach Themen („Am Meer“, „Altes Gemäuer“, „Jugendlust“, „Im Winter“, „Sport“ usw.) als Postkartensets angeboten. Von 1923 bis 1925 erschienen Märchen, Gedichte und Erzählungen von Brentano, Tieck, Keller, Mörike, Schiller und anderen in der kleinformatigen Reihe „Wandersmann-Bücherei“. Die 35 Titel, die wahlweise als Vorzugsausgabe mit signierten Lithografien oder als preiswerte Volksausgabe erhältlich waren, fanden nur wenige Abnehmer.
Da sich in der wirtschaftlich angespannten Zeit Neuproduktionen nicht rechneten, konzentrierte sich Heyder auf das Kalendergeschäft und den Lagerbestand. Bis zum Schwarzen Freitag, und erst recht danach, war der Verlag nicht profitabel. Staatliche Eingriffe wie eine verordnete Preissenkung von zehn Prozent bei gleichzeitiger Anhebung der Mehrwertsteuer zeigten im Frühjahr 1932 erste Auswirkungen: Die Verlagsräume, die sich im Kaiserhof in der Königstraße befanden, mussten aufgegeben werden. Der Verlag zog in Räume in Heyders neu gebauter Privatvilla.
1932 begann Heyder mit der Herausgabe von „Kunst-und-Leben-Sammelheften“, die jeweils einzelnen Künstlern gewidmet waren. Angelegt war das Bemühen, einen Synergieeffekt zu erzielen, auf 30 Ausgaben, realisiert wurden acht. Die ohnehin angespannte finanzielle Situation wurde immer bedrohlicher. Unter der Regierung der Nationalsozialisten kamen Restriktionen hinzu. Lästig war Heyder die Pflicht, die Korrekturfahnen und Umschlagmuster einzureichen, bedauerlich die Kunstunterdrückung durch den Wegfall der offiziell nicht mehr gelittenen und unter Publikationsverbot gestellten Käthe Kollwitz, Max Liebermann, Oskar Maria Graf, Thomas Mann, Franz Werfel und Stefan Zweig. Des Weiteren distanzierten sich vormals treue Käufer vom Kalender, weil ihnen darin zu viel „Judäo-Christentum“ und kaum NS-Ideologie darin begegnete. Es gab zwar ab 1933 mehr nationalsozialistische Autoren in „Kunst und Leben“, aber Heyder bemühte sich bei der Zitat-Auswahl um literarische Extrakte jenseits platter Ideologie. Als 1933 und 1934 der Kalenderabsatz einbrach, setzte Heyder die Künstlerhonorare stetig nach unten und bot statt Bargeld Naturalien aus dem Verlagsprogramm an.
Auf der Weltausstellung 1937 in Paris erhielt der Verlag eine Goldmedaille in der Kategorie „Buchillustration“ zuerkannt für Alois Kolbs Bebilderung der Novelle Das Erdbeben in Chili von Heinrich von Kleist.
Trotz Mithilfe von Frau und Kindern kam der Verlag, der sich über die letzten Jahre verschuldet hatte, nicht aus den roten Zahlen heraus. Gesundheitlich angeschlagen und dauerhaft überanstrengt hielt Heyder nicht mehr lange durch und starb auf dem Wendepunkt des deutschen Eroberungskrieges am 5. September 1941. Heyders Schwager Paul Hopfer, als Zeitungsredakteur mit dem Gewerbe halbwegs vertraut, versuchte den darniederliegenden Verlag mit den weiblichen Hinterbliebenen (der Sohn war eingezogen worden) fortzuführen. Papiermangel, Bleiabgabebefehl und infrastrukturelle Zerstörungen durch alliierte Luftangriffe legten nicht nur den Heyder-Verlag schließlich lahm und wirkten in die Nachkriegszeit nach.
Hopfer war aus der sowjetischen Besatzungszone Deutschlands über die „Grüne Grenze“ in die britische geflohen und 1947 konnte er Kunst und Leben in einer Verlagsneugründung, die ansonsten Broschüren und Ratgeber herausbrachte, nach drei ausgefallenen Ausgaben wieder erscheinen lassen. Die 1948er Ausgabe wurde bei gleichbleibender inhaltlicher Ausrichtung äußerlich auf eine nur die Hälfte des Umschlags einnehmende Zeichnung mit darunter stehender Jahreszahl reduziert. Es blieb bei diesem kurzlebigen Comeback, wenn man von dem vom üblichen Titel abweichenden einmaligen Nachfolger „Bilder und Gedichte 1949“ absieht.
Heyders in Zehlendorf verbliebene Witwe wurde von der amerikanischen Militärbehörde eine Lizenz für die Weiterführung des Fritz Heyder Verlages erteilt. Außer einem Malbuch und diversen Postkarten entstanden aber keine nennenswerten Veröffentlichungen mehr. 1951 wurde der Fritz Heyder Verlag, nachdem der Geschäftsbetrieb länger geruht hatte, rechtskräftig aufgelöst. Heyders Tochter übernahm durch Ausübung ihres Berufes als Medizinisch-technische Assistentin die Versorgung der Mutter. Einen Großteil des Verlagsarchivs, bestehend aus der opulenten Korrespondenz, Produktionsdokumenten Druckbelegen und Werbematerialien nebst einigen exemplarischen Kalendern, Büchern und Kunstmappen übergab sie 1998 dem Archiv der Akademie der Künste in Berlin, wo es nach fachgerechter Aufbereitung seit 2004 der Wissenschaft und der Öffentlichkeit zugänglich ist. Druckstöcke und Kalender gingen an den Zehlendorfer Heimatverein. Der Galerist Wolfgang Immenhausen erhielt hunderte der seinerzeit unverkauften Druckgrafiken und organisierte im Gegenzug 2003 in Zusammenarbeit mit der Archivabteilung Bildende Kunst der Akademie der Künste eine aufwändige Ausstellung, den ein informationsreicher Katalog begleitete.

### „Kunst und Leben“
Der Kalender war ein Wochenblatt-Abreißkalender mit einem Kalendarium für die Werkwoche, dem Sinnsprüche, Gedichte und Zitate von verstorbenen und zeitgenössischen Schriftstellern beigefügt wurden, plus jeweils einem „Sonntagsblatt“, exklusiv gestaltet von einem zeitgenössischen Künstler. Letzteres war schwarz-weiß, überwiegend ein Holzschnitt oder eine Zeichnung. Farbe war wegen der unausgereiften Mehrfarben-Vervielfältigungstechnik nicht vorgesehen. Der etwa 110-blättrige Kalender wurde im Quartformat hergestellt. Das Titelblatt, das ausnahmsweise Farben aufwies, war auf dünnem Karton gedruckt. Eine Papprückseite stabilisierte ihn, wollte man ihn aufstellen, und eine Perforation erleichterte das Abreißen. Die Titelblatt-Gestaltung, worunter nicht nur eine Grafik, sondern auch der Kalendernamenszug und die Jahreszahl fielen, wurde stets einem anderen Künstler anvertraut, sodass von Jahr zu Jahr die drei Komponenten Illustration, Kunst und Leben und Jahr signalisierten, um welches Erzeugnis es sich handelte, jedoch in der Ausführung variierten. Nach dem Titelblatt war eine Inhaltsübersicht und eine Art Impressum eingefügt. Das nächste Blatt beinhaltete das Vorwort, in dem Heyder oft über eine ganze Seite seine Intentionen verdeutlichte. Auf den Rückseiten der Kalenderblätter (bisweilen auch auf zwischengeschalteten Blättern) brachte er Werbung für sein Verlagsprogramm unter. Den Abschluss bildeten ein Kurzkalendarium des Folgejahres sowie ein Register der Künstler und Dichter.
Bekannte, darin vertretene, Künstler sind: Hans Baluschek, Philipp Franck, Käthe Kollwitz, Alfred Kubin, Emil Orlik und Max Slevogt. Eine exponierte Stellung in der Reihe der bekannten Künstler nimmt Max Liebermann ein. Liebermann wurde circa 1911 zur Mitarbeit gewonnen. Er hatte Erfahrung mit Reproduktionen seiner Werke und sah darin einen auf die Bevölkerung bezogenen geschmacksbildnerischen Vorteil: Kunstempfinden sei nicht über verstandsbetonte Vermittlung, sondern nur über gefühlerweckendes Schauen möglich. Aufgrund ihrer eng beieinander liegenden Vorstellungen von Kunstvermittlung konnten Heyder und Liebermann leicht und dauerhaft ins Geschäft kommen. Zwischen 1912 und 1933 sind durch Heyder 71 Federzeichnungen und vor allem Holzschnitte Liebermanns verbreitet worden, davon ein beträchtlicher Teil im Kalender. Zu den weniger bekannten Künstlern gehören: Karl Bauer, Johann Vincenz Cissarz, Fidus, Josua Leander Gampp, Ernst Liebermann, Heinrich Reifferscheid, Rudolf Sieck, Carl Thiemann, Max Brückner, Wilhelm Giese, Georg Greve-Lindau und Eugen Ludwig Hoess.
Obwohl der Schwerpunkt auf zeitgenössischen Schriftstellern lag, sind auch Vertreter früherer Literaturepochen darunter. Beispielhaft für die Spannbreite seien genannt: Angelus Silesius, Georg Christoph Lichtenberg, Johann Wolfgang von Goethe, Detlev von Liliencron, Rainer Maria Rilke, Stefan George, Hermann Hesse, Ricarda Huch, Joachim Ringelnatz, Christian Morgenstern, Ernst Toller, Waldemar Bonsels, Klabund, Hermann Claudius, Erwin Guido Kolbenheyer, Agnes Miegel, Karl Bröger, Wolfgang Federau, Franz Karl Ginzkey, Max Jungnickel, Jakob Kneip, Lina Staab.
Über 300 Künstler und Schriftsteller unterschiedlicher Stilrichtungen und Gattungen sowie teilweise konträrer Weltanschauungen kamen im Laufe der Jahre so zu einer Berücksichtigung im Kalender. Dennoch lässt sich zur Bildauswahl sagen, dass Heyder das allzu Avantgardistische scheute. Er griff moderat Modernes auf, das in seiner Grundtendenz traditionell war und „von vielen Zeitgenossen mit deutscher Kunst gleichgesetzt wurde“.
Heyder bewarb seinen Erfolgsgaranten auf vielfältige Art. Ein Werbetext lautete zum Beispiel: „Der Kalender Kunst und Leben will durch Bild und Wort unser tägliches Leben freudiger gestalten; er vereinigt in jedem Jahre neue, eigens hierfür geschaffene graphische Arbeiten bekannter deutscher Künstler in originalgetreuer Wiedergabe und bringt auf seinen Wochenblättern neben wertvollen Sprüchen der Klassiker zum Teil erst hierfür niedergeschriebene Worte und Verse namhafter Denker und Dichter der Gegenwart.“ Eine Würdigung seiner Arbeit in der Presse lautet: „Hier ist Volkstümlichkeit ohne die leiseste Beimischung von Banalität, Lehrhaftigkeit und Philistrosität; eine künstlerische und literarische Höhe ist hier eingehalten ohne alle Prätention und Feintuerei. Was von Bildern gezeigt wird, ist hohen Ranges und dabei einem Kinde verständlich.“
Über den Buchhandel wurden in den 1920er Jahren schätzungsweise 15.000 Exemplare verkauft.

## Publikationen (Auswahl)
- Lebenszeichen. 12 Federzeichnungen von Fidus. 1909 (Grafikmappe).
- Johann Wolfgang von Goethe: Faust. Der Tragödie zweiter Teil (= Bücher als Gefährten; 6. Band). 1914.
- Du mein Deutschland. Heimatbilder deutscher Künstler. Deutsche Gedichte. Mit einer Titelzeichnung und einem Geleitwort von Hans Thoma. 1915 (neue, erweiterte Ausgabe 1921).
- Erinnerungs-Büchlein. Aus meinem Leben. Gedenktage. 1917 (Notizbuch für Kriegsteilnehmer).
- Otto Ubbelohde: Deutsches Lied. Zeichnungen. 1919.
- Fröhliche Jugend. Ein Volksbuch aus dem Reichtum deutscher Dichtung. Mit Zeichnungen von Rudolf Schiestl. 1919/1920 (2 Teile).
- Hindurch! Deutsches Volk im Kriege. Bilder des Kalenders Kunst und Leben 1914–1918. Gedichte aus der Kriegszeit. 1920.
- Albrecht Dürer: Randzeichnungen aus dem Gebetbuche des Kaiser Maximilian. Gott und die Welt. Mit der ausführlichen Besprechung von J. W. von Goethe. 1920.
- Max Brückner: Oberspree. Zeichnungen nach der Natur. 1921 (Grafikmappe).
- Wilhelm Rein: Der Sinn der Schule. 1921.
- Heinrich von Kleist: Das Erdbeben in Chili. Alois Kolb schuf die 8 Original-Lithografien. 1921.
- Dreißig Holzschnitt-Zeichnungen von Max Liebermann. Geschnitten von Reinhold Hoberg. Mit einer Einleitung von Willy Kurth. 1922 (Grafik-Edition, verschiedene Ausgaben).
- Walter Wellenstein: Phantasien über wunderliche Geschichte des Herrn E. T. A. Hoffmann. 12 Original-Lithographien. 1923 (Grafikmappe).
- Heinrich Heine: Es fällt ein Stern herunter. Lieder und Balladen (= Wandersmann-Bücherei; 16). Auswahl und Nachwort Klabund. 1923.
- Eduard Möricke: Morgenglocken (= Wandersmann-Bücherei; 17). Auswahl und Nachwort Klabund. 1923.
- Friedrich Hölderlin: Der Gott der Jugend (= Wandersmann-Bücherei; 27). Auswahl und Nachwort Bruno Frank. 1923.
- Ludwig Tieck: Des Lebens Überfluß (= Wandersmann-Bücherei; 29). 1924.
- Annette von Droste-Hülshoff: Die Judenbuche (= Wandersmann-Bücherei; 32/33). 1925.
- Laozi: Sprüche. Deutsch von Klabund. 1926.
- Bildersammlung. Die zeitgenössische deutsche Schwarz-Weiß-Kunst. Sonderdrucke aus dem Kalender Kunst und Leben. Vollständiges Verzeichnis der seit 1908 erschienenen Drucke nach Zeichnungen und Original-Holzschnitten. Mit vielen Abbildungen. 1927.
- Philipp Franck: Zeichnungen für den Kalender Kunst und Leben (= Kunst und Leben-Sammelheft; 6). 1931.
- Rudolf Riege: Holzschnitte von Leben und Tod im Kriege. 1931.

### Nachdrucke
- Fröhliche Jugend. Ein Volksbuch aus dem Reichtum deutscher Dichtung. Herausgegeben von Fritz Heyder. Mit Zeichnungen von Rudolf Schiestl. Bröstler, Marktheidenfeld 1998, ISBN 3-927439-19-3 (Nachdruck der Erstausgabe von 1920).

## Ausstellungen
- 2003: Kunst und Leben. Der Berliner Kunstverlag Fritz Heyder, Galerie Mutter Fourage, Berlin-Zehlendorf.